# Selección masculina de rugby 7 de Gran Bretaña
La selección masculina de rugby 7 de Gran Bretaña es el equipo representativo de Gran Bretaña que compite en diversos torneos internacionales.
Representa a las selecciones de rugby 7 de Escocia, Gales e Inglaterra en los Juegos Olímpicos y anteriormente en los Juegos Mundiales.

## Palmarés
- Juegos Olímpicos (1): Medalla de plata en 2016
- Juegos Europeos (1): Medalla de plata en 2023

## Participación en copas

### Juegos Olímpicos
- Río 2016: 2.º puesto [2]
- Tokio 2020: 4.º puesto

### Juegos Europeos
- Cracovia 2023: 2.º puesto

### Juegos Mundiales
- Akita 2001: 7.º puesto[3]
- Duisburgo 2005: 4.º puesto[4]
- Kaohsiung 2009: no participó
- Cali 2013: no participó

### Serie Mundial Masculina de Rugby 7
- Desde la temporada 2022-23, Gran Bretaña representa a Escocia, Gales e Inglaterra.
- 2021: 2.º puesto (34 pts)
- 2021-22: 17.º puesto (25 pts)
- Serie Mundial 22-23: 9º puesto (100 pts)
- SVNS 23-24: 8º puesto
- SVNS 24-25: 6° puesto